# Palazzo delle Poste a Piazza di San Silvestro

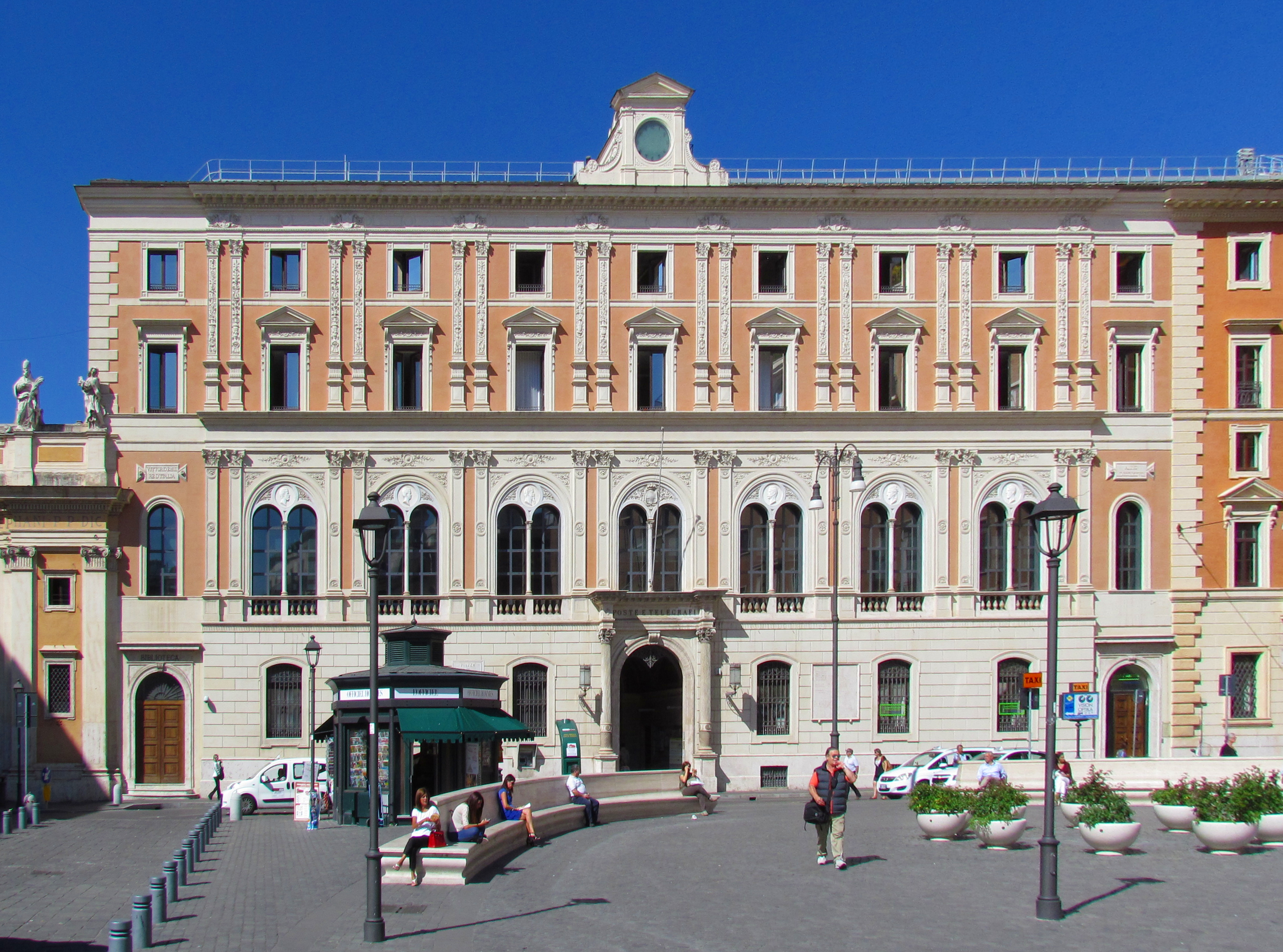
Belíssima fachada do palácio na Piazza di San Silvestro. À esquerda, quase que fora da imagem, a igreja de San Silvestro in Capite.

Palazzo delle Poste a Piazza di San Silvestro, mais conhecido apenas como Palazzo delle Poste, é um palácio localizado na Piazza di San Silvestro e ao longo da  Via delle Mercede, no rione Colonna de Roma. De grandes dimensões, este edifício do século XIX fica no mesmo quarteirão da igreja de San Silvestro in Capite, que é delimitado ainda pelas Via del Moretto , Via delle Vite e  Via del Gambero.

## História

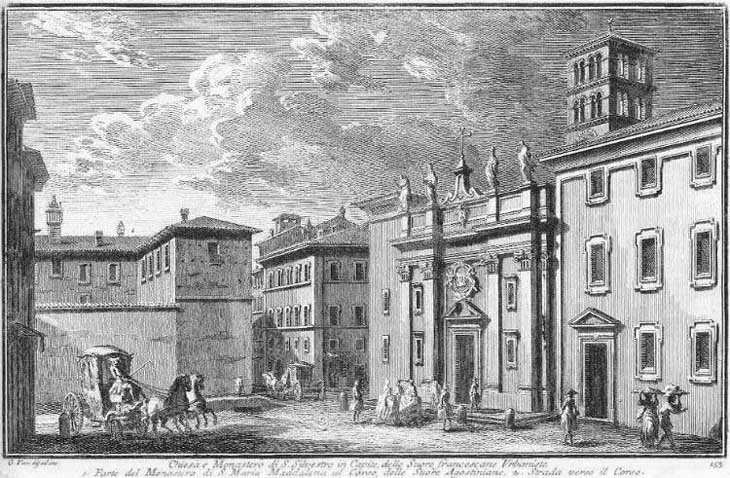
Gravura de Giuseppe Vasi (1758) mostrando a igreja de San Silvestro in Capite (no centro) e o mosteiro (à direita). Do centro para a esquerda está representado o antigo Convento di Santa Maria Maddalena delle Convertite, também confiscado e demolido para permitir a construção do enorme Palazzo Marignoli.

O palácio, considerado "o mais belo correio da Itália", foi construído onde antes ficava o mosteiro de San Silvestro in Capite, confiscado depois da unificação da Itália (1870). O novo edifício apresenta uma fachada, obra de Luigi Rosso e Giovanni Malvezzi, ornada com belíssimas bíforas encimadas por seis tondos em mármore com efígies de membros da família real na época da construção, a Casa de Saboia, uma evidente alusão à captura de Roma pela dinastia: estão representados Vittorio Emanuele II, Umberto I, Vittorio Emanuele III, a rainha Margarida, Amadeo d'Aosta, pretendente do trono da Espanha, e Tommaso, duque de Gênova.